# 縁盤
『縁盤』（えんばん）は、日本のミクスチャーロックバンド・ORANGE RANGEのコラボベストアルバム。

## 概要
バンド結成15周年記念アルバムとしてリアレンジした14曲の代表曲に加え新曲「ここにいるよ」を収録。ORANGE RANGEと「縁(ゆかり)」のあるアーティスト、ミュージシャン、15年間を支えてくれたファンなど、幅広くコラボ。これまで15年歩んできた足跡に基づく"縁"が詰まった作品。

## 収録曲
1. キリキリマイ
デビューシングル、コラボレーションはなくスタジオで再録、デビュー日と同じ6月4日にレコチョク、iTunes、mora他で先行配信された。
2. 以心電信
MONGOL800とコラボレーション、6月29日よりうたパスで、7月6日よりレコチョク、iTunes、mora他で先行配信された。また原曲にはなかったPVも公開された。
発売後、2018年8月12日のミュージックステーションに6年ぶりに出演し、この曲を披露した（MONGOL800は未出演）。
3. キズナ
来生たかおとコラボレーション。2番の歌詞はアコースティックverの物に変更されている。
4. Walk on
よなは徹、リュウキュウノツカイとコラボレーション。
5. GOD69
岡峰光舟（THE BACK HORN）、有松益男（BACK DROP BOMB）、男鹿なまはげ太鼓とコラボレーション。歌詞が大幅に追加されている。
6. ウトゥルサヌ
高橋幸宏、リュウキュウノツカイとコラボレーション。
7. SUSHI食べたい feat. ソイソース
Sugar's Campaignとコラボレーション。サビ部分以外は歌詞が一新されている。
8. 鬼ゴロシ
INKTのSASSYとコラボレーション。歌詞が一部変更及び追加されている。この曲ではツーバスを使用している。
9. チャンピオーネ
母校の山内中学校の吹奏楽部とコラボレーション。
10. Иatural Pop
TOTALFATのギタリストKuboty、リュウキュウノツカイとコラボレーション。
11. 花
Kとコラボレーション。
12. one
山元タイム、ふじ幼稚園の児童とコラボレーション。
13. SP Thanx
You（ファン）、安次嶺希和子とコラボレーション。原曲よりキーが1つ下がっており、サビの一部に3月に行われたFCツアーでファンの声を録音した物が使われている。
14. Silent Night
琉球國祭り太鼓、ARIA、安次嶺希和子とコラボレーション。
15. ここにいるよ
唯一の新曲。メジャー時代のプロデューサーシライシ紗トリとコラボレーション。

## 参加ミュージシャン
- YAMATO：VOX
- HIROKI：VOX
- RYO：VOX
- NAOTO：GUITAR、PROGRAMMING、OTHER INSTRUMENTS、BASS、DRUMS
- YOH：BASS

- 桜井正宏：DRUMS、Cajón（M1、3、4、9、10～15）
- AKIO：VOCAL（M7）
- Akita Momo：LYRICS（M7）